# 467 Лаура
467 Лаура (467 Laura) — астероїд головного поясу, відкритий 9 січня 1901 року Максом Вольфом у Гейдельберзі.